# Hemiscyllium hallstromi
Espèce
Statut de conservation UICN

 VU B1ab(iii) : Vulnérable
Répartition géographique
Hemiscyllium hallstromi, communément appelé Requin-chabot épaulette, est une espèce de requins de la famille des Hemiscylliidae. Cette espèce se rencontre dans le Pacifique ouest, de 7 à 10° sud et peut atteindre 70 cm de long.